# توماس كون
توماس صاموئيل كون (بالإنجليزية: Thomas Samuel Kuhn) أو (كوهن) (18 تموز 1922 - 17 حزيران 1996) مفكر أمريكي أنتج بغزارة في تاريخ العلوم وفلسفة العلوم، كما أدخل إضافات وأفكار مهمة جديدة في فلسفة العلم. انحدر كوهن من عائلة يهودية الأصل. ولد في سنسناتي – أوهايو، لأب هو صامئيل كوهن، الذي كان مهندسا صناعيا.

## علمه ودراسته
نال شهادته الجامعية في الفيزياء من جامعة هارفرد عام 1943، ثم الماجستير في 1946، ومن ثم درجة الدكتوراه في 1949.
درس منهج تاريخ العلوم للفترة من 1948 إلى 1956 بناء على رغبة رئيس جامعة هارفرد جيمس كونانت. بعد مغادرته لهارفرد، شغل كوهن منصبا تدريسيا في جامعة كاليفورنيا في بيركلي، في قسمي الفلسفة والتاريخ. حصل على درجة الأستاذية في تاريخ العلوم عام 1961. عام 1964 انتقل إلى جامعة برنستون، وفي عام 1979 التحق بمعهد ماساشوسيتس للتكنولوجيا MIT، وبقى هناك إلى 1991.

## أهم أعماله وإنجازاته
شهرته الأساسية جاءت من كتابه المهم «بنية الثورات العلمية» 1962، في هذا الكتاب، يقدم كوهن فكرته أن تطور العلم ليس دائما متدرجا أو تراكميا نحو الحقيقة، بل قد يمر بثورات بنيوية دورية يسميها كوهن تحول الباراديغم. أثر هذه الفكرة كان كبيرا لدرجة أنه غير المفردات المستخدمة في تاريخ العلم. وغير استخدام مصطلح الباراديغم من استخدامه اللغوي المحدود إلى معناه الواسع المستخدم حاليا.
كما قدم مصطلح «العلم العادي» والذي يقصد فيه العلم اليومي الروتيني الذي يعمل فيه العلماء في مختبراتهم ضمن باراديغم واحد.
كوهن هو المسئول أيضا عن مصطلح «الثورات العلمية» بصيغة الجمع والذي يقصد فيه الثورات التي تحدث في أزمنة مختلفة وفروع مختلفة من العلم بمواجهة صيغة المفرد «الثورة العلمية» والتي توحي عادة بعصر النهضة.
كوهن حاز على جوائز وأوسمة كثيرة وتوفي متأثرا بالسرطان في 17 حزيران 1996.

## بعض من كتبه
- الثورة الكوبيرنيكية 1957.
- الشد الأساسي: دراسات في التقاليد العلمية والتغيير 1977.
- نظرية الجسم الأسود وانقطاع الكم 1987.
- الطريق منذ البنية: مقالات فلسفية 2000.

ومن الجدير بالذكر أن كتابه الأشهر بنية الثورات العلمية قد ترجم إلى العربية في سلسلة عالم المعرفة الكويتية من قبل المترجم شوقي جلال وتحمل الترجمة العربية في سلسلة عالم المعرفة رقم 168.

## روابط خارجية
- توماس كون على موقع الموسوعة البريطانية (الإنجليزية)
- توماس كون على موقع إن إن دي بي (الإنجليزية)